# Бом, Корри тен
Корри тен Бом (нидерл. Corrie ten Boom), полное имя Корнелия Йоханна Арнолда тен Бом (нидерл. Cornelia Johanna Arnolda ten Boom; 15 апреля 1892, Амстердам, Нидерланды, — 15 апреля 1983, Ориндж, Калифорния, США) — голландская христианка, создавшая во время нацистской оккупации Нидерландов подпольную организацию, спасшую множество евреев от уничтожения; праведник мира.

## Биография
Выросла в большой семье, глава которой владел часовой мастерской в Харлеме. Родители и тётя Корри, принадлежащие к Нидерландской реформатской церкви, имели дружеские отношения с множеством евреев, которых отец Корри особенно чтил как «богоизбранный народ». В 1920 году Корри уехала в Базель учиться часовому делу и после получения диплома в 1924 году начала работать в отцовской мастерской, став первой женщиной-часовщиком в Нидерландах. Кроме этого, она преподавала в воскресной школе своего прихода, для чего параллельно с работой прошла обучение как учительница Закона Божьего.
В 1940 году Германия оккупировала Нидерланды, после чего голландские евреи оказались под угрозой отправки в концлагеря. В мае 1942 года для их спасения в спальне Корри была возведена фальшивая кирпичная стена, за которой могли одновременно укрыться 5-7 человек. За полтора года в доме тен Бомов нашли убежище около 800 человек, как евреев, так и подпольщиков, однако постепенно возрастали трудности с добычей еды. Подослав провокатора, 28 февраля 1944 года гестапо устроило в доме безрезультатный обыск и арестовало тен Бомов. Они были отправлены в схевенингенскую тюрьму, где 16 марта Корри была помещена в одиночную камеру. В июне она вместе с сестрой Бетси была эвакуирована в концлагерь Герцогенбуш, откуда в сентябре они были переведены в концлагерь Равенсбрюк. Им удалось тайно переправить в лагерь Библию, и они читали её заключённым, чтобы укрепить их волю и помочь выжить. Незадолго до Рождества Бетси скончалась, и через несколько дней после её смерти Корри была освобождена. Позже она узнала, что её выпустили из-за канцелярской ошибки, и что где-то через неделю после её выпуска её ровесницы в Равенсбрюке были отправлены в газовую камеру.
После войны тен Бом занялась созданием реабилитационных центров для жертв нацизма и проповедовала примирение между жертвами и преступниками. Она объездила со своими выступлениями более 60 стран.
В 1947 году после выступления на очередной конференции она пережила личную встречу с бывшим надзирателем, одним из наиболее жестоких карателей и конвоиров в концлагере Равенсбрюк, офицером СС, который попросил её о прощении.
Её главной темой стало прощение, возможное лишь благодаря Божьей помощи. Она написала несколько книг, а в 1975 году по её автобиографии «Убежище» американский кинорежиссёр Джеймс Ф. Коллиер снял одноимённый фильм.
В 1967 году израильский Институт Катастрофы и героизма «Яд ва-Шем» удостоил её почётного звания «Праведник мира».
В 1977 году тен Бом переехала в южную Калифорнию. В следующем году она перенесла два инсульта: после первого у неё отнялась речь, а результатом второго стал паралич.
Скончалась в свой день рождения 15 апреля 1983 года после третьего инсульта.
За самоотверженность в годы войны королева Нидерландов удостоила тен Бом рыцарского звания. В её родном доме с 1988 года открыт музей, где восстановлен интерьер 1944 года.

## Избранные сочинения
- Gevangene en toch…, 1945.
- Maar één antwoord, 1950.
- Verslagen vijanden: over okkulte machten, 1966.
- De schuilplaats, 1972. — ISBN 90-6067-411-1.
- In het huis van mijn vader: de jaren vóór de Schuilplaats, 1976. — ISBN 90-6067-433-2.
- Zwerfster voor God, 1976. — ISBN 90-6067-263-1.
- Marsorders voor de eindstrijd, 1976. — ISBN 90-70048-02-7.
- Iedere dag nieuw: meditaties en gebeden, 1978. — ISBN 90-6067-466-9.
- Het beste deel komt nog, 1978. — ISBN 90-6067-067-1.
- Vertrouw op God, 1979. — ISBN 90-6067-120-1.
- Vader ten Boom: man Gods, 1979. — ISBN 90-6067-119-8.
- Leven in vreugde, 1979. — ISBN 90-6067-467-7.
- Vrijheid voor gevangenen, 1980. — ISBN 90-6067-150-3.
- Niet ik, maar Christus, 1983. — ISBN 90-6067-255-0.

### Издания на русском языке
Бом, Корри тен. Убежище. — М.: Свет Евангелия, 2004. — 256 с. — ISBN 5-93829-035-X.